# 井野屋

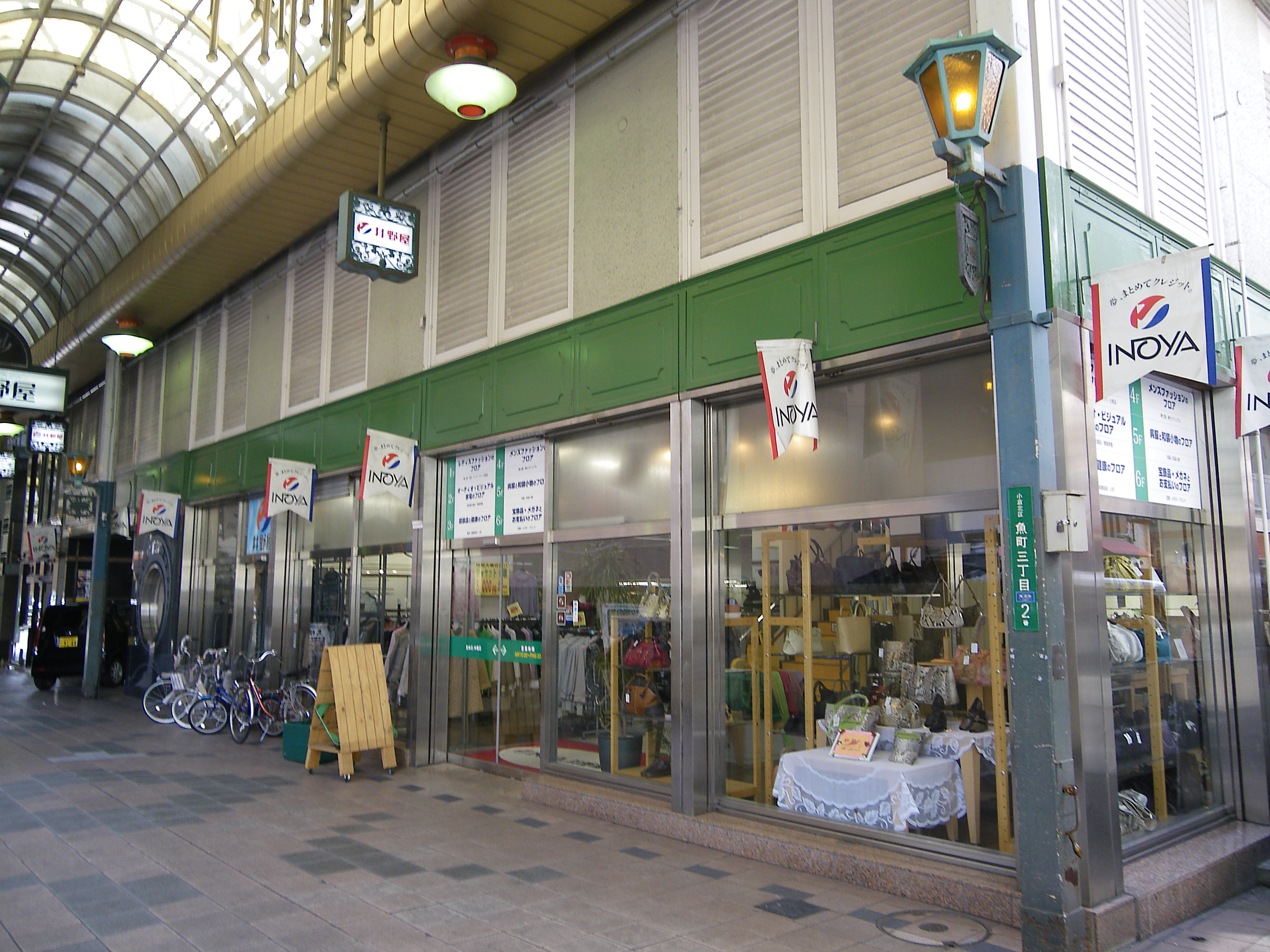
井野屋小倉店旧店舗

井野屋（いのや）は、大阪府大阪市旭区に本社を置き、月賦百貨店を運営する企業。店舗は大阪府・山口県・福岡県に所在する。
1960年代に隆盛を誇った月賦百貨店の多くが業態転換（金融業や一般的な商業施設など）や廃業で廃れていく中、今もなお月賦百貨店の業態を維持している数少ない企業である。もっとも、月賦の必要性が薄い低価格品や高額現金所持者などの現金一括即時払いでの購入も扱っている他、全盛期に比べると規模は縮小しており、また倒産後の経営再建過程で、店舗をショッピングセンター内へのテナント出店による「フレップ」にリニューアルして生き残りを図っている。

## 沿革
- 1950年（昭和25年）1月 井野屋百貨店設立[1][2]。
- 1952年（昭和27年）
  - 1月22日 資本金300万円で株式会社井野屋に改組[1][2]。本社を愛媛県今治市に置く。
  - 4月 千林店開設[1]。
- 1953年（昭和28年） 守口店開設。
- 1954年（昭和29年）10月 若松店開設[1]。
- 1960年（昭和35年）
  - 3月、小倉店開設[1]（鉄筋5階建て）。
  - 5月、北九州事務所開設。
- 1963年（昭和38年）
  - 10月、千林店を鉄筋4階建てに改装
  - 12月、本社を愛媛県今治市から大阪市旭区新森7-8-38に移転[1][2]。
- 1964年（昭和39年）3月 下関店開設[1]。
- 1965年（昭和40年） 枚方営業所開設。
- 1966年（昭和41年）4月 駒川店開設[1]（鉄筋4階建て）。
- 1969年（昭和44年） 本社事務所と寮を新築、移転。
- 1971年（昭和46年） 若松店移転。
- 1974年（昭和49年）10月 布施店開設[1]（鉄筋7階建て）。
- 1985年（昭和60年） 守口市にデリスを新築（鉄筋4階建て）。
- 1996年（平成8年） シルバーマーケット参入開始。
- 1998年（平成10年） 布施店増床。
- 1999年（平成11年） 住宅リフォーム参入開始。
- 2001年（平成13年） ギフト事業参入開始。
- 2005年（平成17年） 民事再生法の適用を申請。負債は関連会社を含めて約55億円[3]。
- 2006年（平成18年） 北九州事務所移転。下関店移転。
- 2007年（平成19年） 本社を大阪市鶴見区に移転。
- 2011年（平成23年） 本社を東大阪市（布施店の7階）に移転。
- 2012年（平成24年） 北九州事務所を北九州市小倉北区（小倉店の7階）に移転。布施店の1階にエステサロン&ネイルサロン「Petit ange-プチアンジュ-」がオープン。
- 2013年（平成25年） 1月29日、駒川店閉店。4月12日に「フレップ」としてリニューアル。J-サーキット駒川店を開設。
- 2014年（平成26年）
  - 3月31日、布施店、小倉店閉店。布施店は4月3日より布施事務所とする。小倉店は4月11日に1階のみの営業で再オープン。
  - 4月以降、本社を大阪市旭区（千林店の5階）に移転。
  - 4月14日、下関店をシーモール下関専門店街の4階に移転、店舗名を「フレップ下関」に改称。
  - 8月27日、布施事務所を移転。
  - 9月5日、小倉店・北九州事務所を旧店舗近隣の魚町銀天街内に移転、店舗名を「フレップ小倉」に改称。
- 2015年（平成27年）
  - 4月1日、布施駅近接のヴェル・ノール布施2階に「フレップ布施」を開店（事実上布施店の移転再オープン）。
- 2017年（平成29年）
  - 9月15日、近鉄八尾駅近接の「LINOAS」3階に「フレップ八尾」を開店。
- 2019年（平成31年) 
  - 4月13日、老朽化のため、旧千林店を閉店の上、千林店を移転オープン 旧店舗での営業は3月31日まで 本社機能は、近隣へ移転(公式サイト上では、老朽化建替と記載されている)
  - 5月1日、老朽化のため、旧駒川店を閉店の上、駒川商店街内に「フレップ駒川」を開店。旧駒川店の営業は4月18日まで

## 店舗

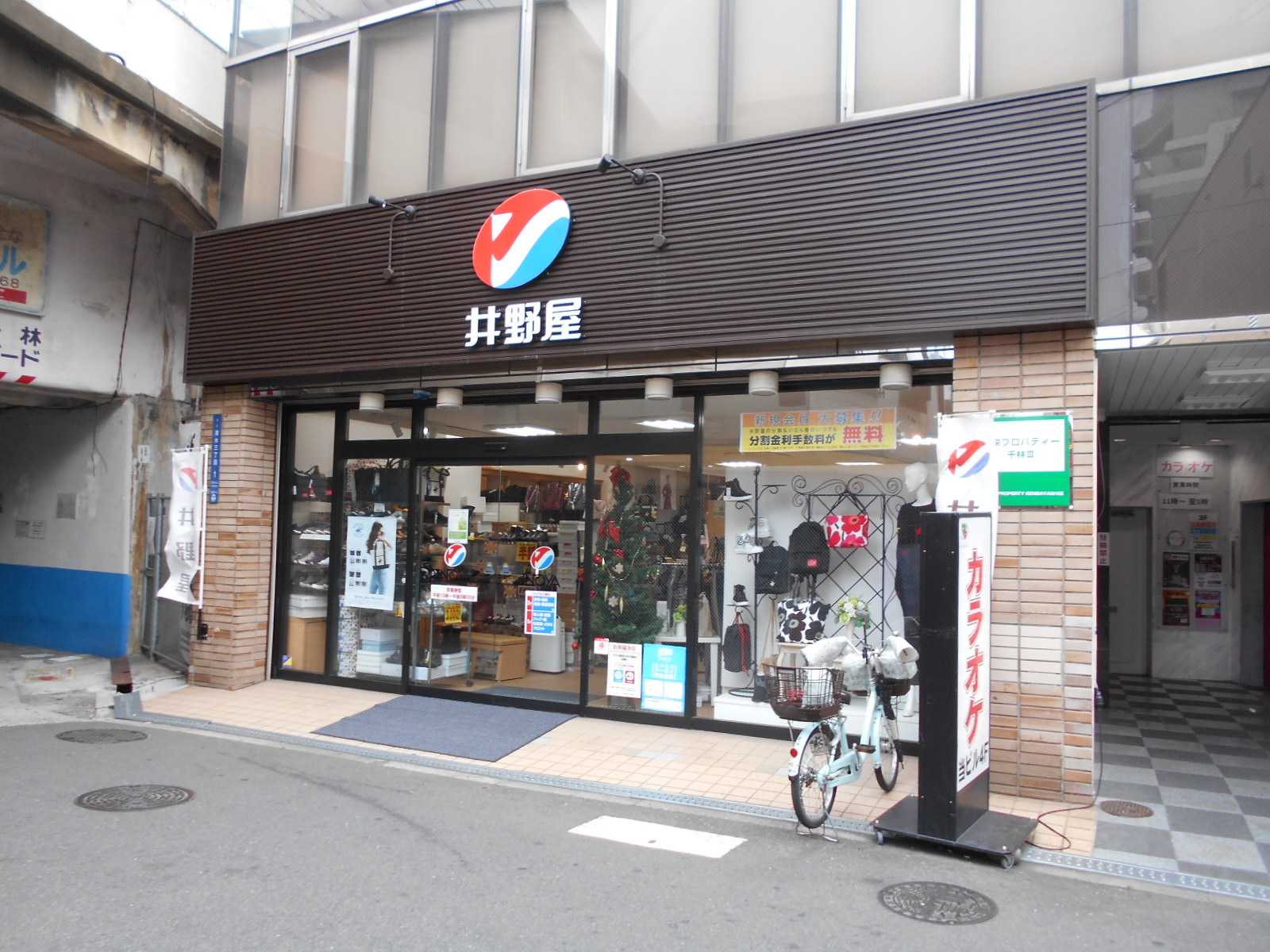
千林店（2020年12月撮影）

- 千林店（大阪市旭区、千林商店街内） - 京阪千林駅
- フレップ駒川（大阪市東住吉区・駒川商店街内[2]） - 近鉄針中野駅、大阪市営地下鉄駒川中野駅
- フレップ布施（大阪府東大阪市） - 近鉄布施駅
- フレップ下関（山口県下関市・シーモール下関専門店街） - JR下関駅
- フレップ小倉（北九州市小倉北区・魚町銀天街内） - JR小倉駅
- フレップサニーサイド（北九州市小倉南区・サニーサイドモール小倉内） - JR下曽根駅

### かつて存在した店舗

#### 大阪府

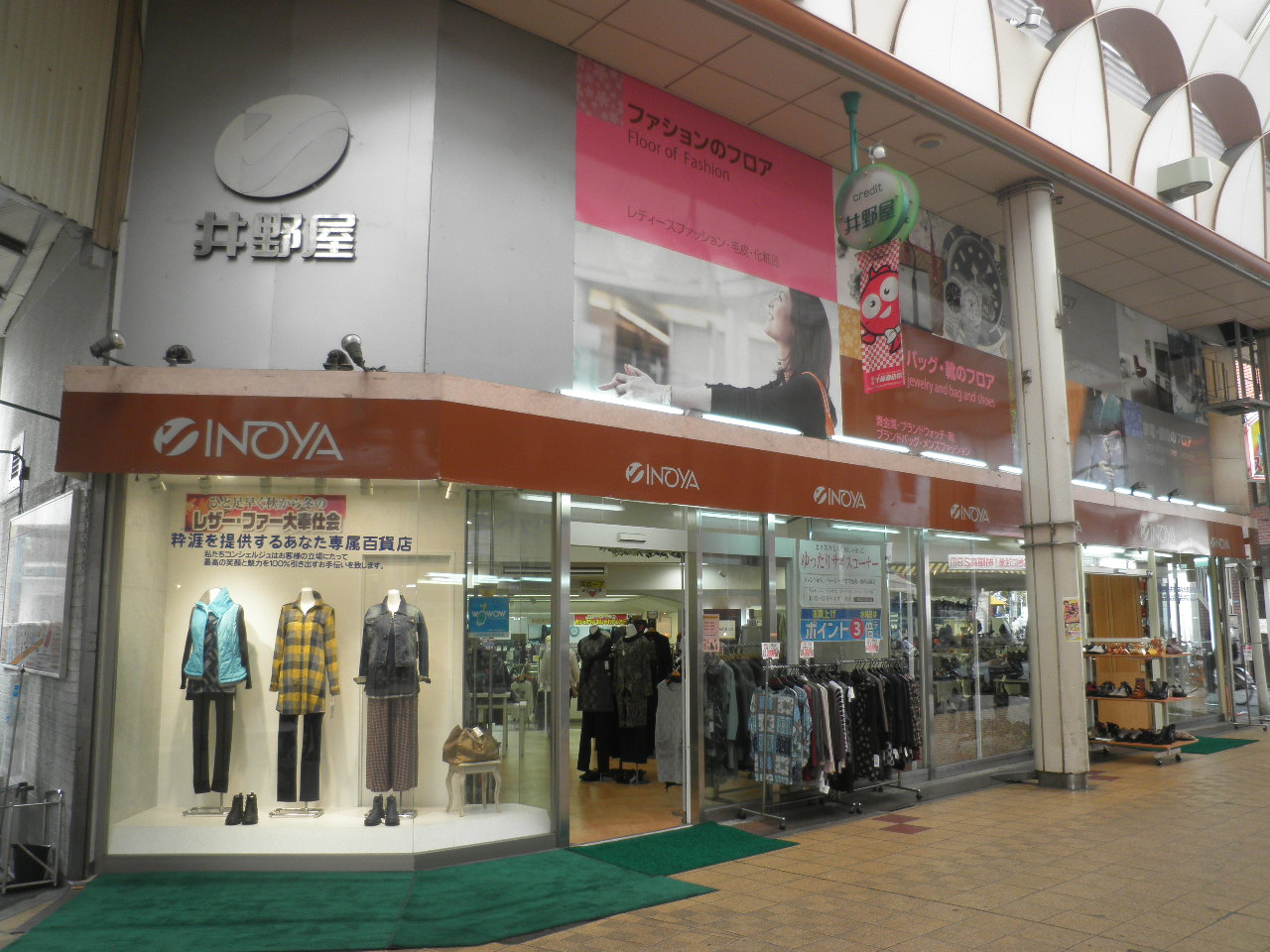
千林店旧店舗

- 千林店（1952年（昭和27年）4月開店[2]、大阪市旭区千林2ｰ18ｰ26[2]）
- 駒川店（1966年（昭和41年）4月開店[2]、大阪市東住吉区駒川5-6-1[2]）
- 布施店（1974年（昭和49年）10月開店[2]、東大阪市長堂1-11-25[2]）

店舗面積1,683m2。
- デリス店（1985年（昭和60年）10月開店[2]、守口市滝井西町1-6-7 現・スーパー玉出 千林店[2]）

店舗面積1,155m2。
- フレップ八尾（大阪府八尾市・LINOAS3階） - 2019年5月閉店
- フレップ交野（2018年開店、大阪府交野市） - 2023年12月17日閉店

#### 福岡県
- 小倉店（1960年（昭和35年）3月開店[2]、北九州市小倉北区魚町6-1-45[2]）

店舗面積1,386m2。
- 若松店（1954年（昭和29年）10月開店[2]、北九州市若松区本町210-5[2]）

店舗面積1,386m2。
- Flep Uomachi（北九州市小倉北区） - 2020年5月、フレップ小倉と統合のため閉店

#### 山口県
- 下関店（1964年（昭和39年）3月開店[1]、下関市竹崎町37-10[2]）

店舗面積979m2。